# 818 (číslo)
Osm set osmnáct je přirozené číslo. Následuje po čísle osm set sedmnáct a předchází číslu osm set devatenáct. Římskými číslicemi se zapisuje DCCCXVIII a řeckými číslicemi ωιη.

## Matematika
818 je:
- Deficientní číslo
- Poloprvočíslo
- Šťastné číslo

## Astronomie
- (818) Kapteynia je planetka hlavního pásu, kterou objevil v roce 1916 Max Wolf

## Roky
- 818
- 818 př. n. l.